# Pakra
Pakra – rzeka w Chorwacji, dopływ Lonji. Jej długość wynosi 66 km.
Jej główne dopływy to Bijela, Crnaja (Cernaja), Jamarička i Šeovica. Powierzchnia jej dorzecza wynosi 629 km². Powstaje z połączenia Rečicy i Ozegovačkiego (Mlinskiego) potoku, które swe źródła mają odpowiednio w Psunju i na Ravnej gorze. Na terenie Lonjskiego polja, 10 km od Kutiny, wpada do Lonji.